# Il quarto d'ora della serenità
Il quarto d'ora della serenità è un programma radiofonico trasmesso da Radio Vaticana. Ideato nel 1949 dal beato Luigi Novarese, la trasmissione è incentrata sugli ammalati. 
Lo scopo della trasmissione è quello di far sentire gli ammalati protagonisti: durante questo spazio si prega, si ascoltano le riflessioni di celebri mariologi come padre Gabriele Roschini, si discutono temi di attualità che riguardano gli ammalati, ritenendo che non ci fosse nulla di più efficace della testimonianza vera, vissuta nell'esperienza della sofferenza e della fede.

## Storia
Papa Pio XII decise di nominare responsabile della trasmissione Luigi Novarese. Il 7 ottobre 1949 vi fu la prima puntata del programma con Novarese che svolgeva l'attività di regista e di speaker.
Tra i partecipanti al programma, vi era anche il giovane frate cappuccino Paolo Roasenda che diventerà noto al pubblico con il nome di Padre Mariano.
La trasmissione è oggi condotta dal cantautore Paolo Migani.